# Gubin
Gubin Lengyelország délnyugati részén, a Lubusi vajdaságban található város körülbelül 17 000 lakossal (2005). Ez a Krosno Odrzańskie kerület legnépesebb központja, de nem a fővárosa.

## Története

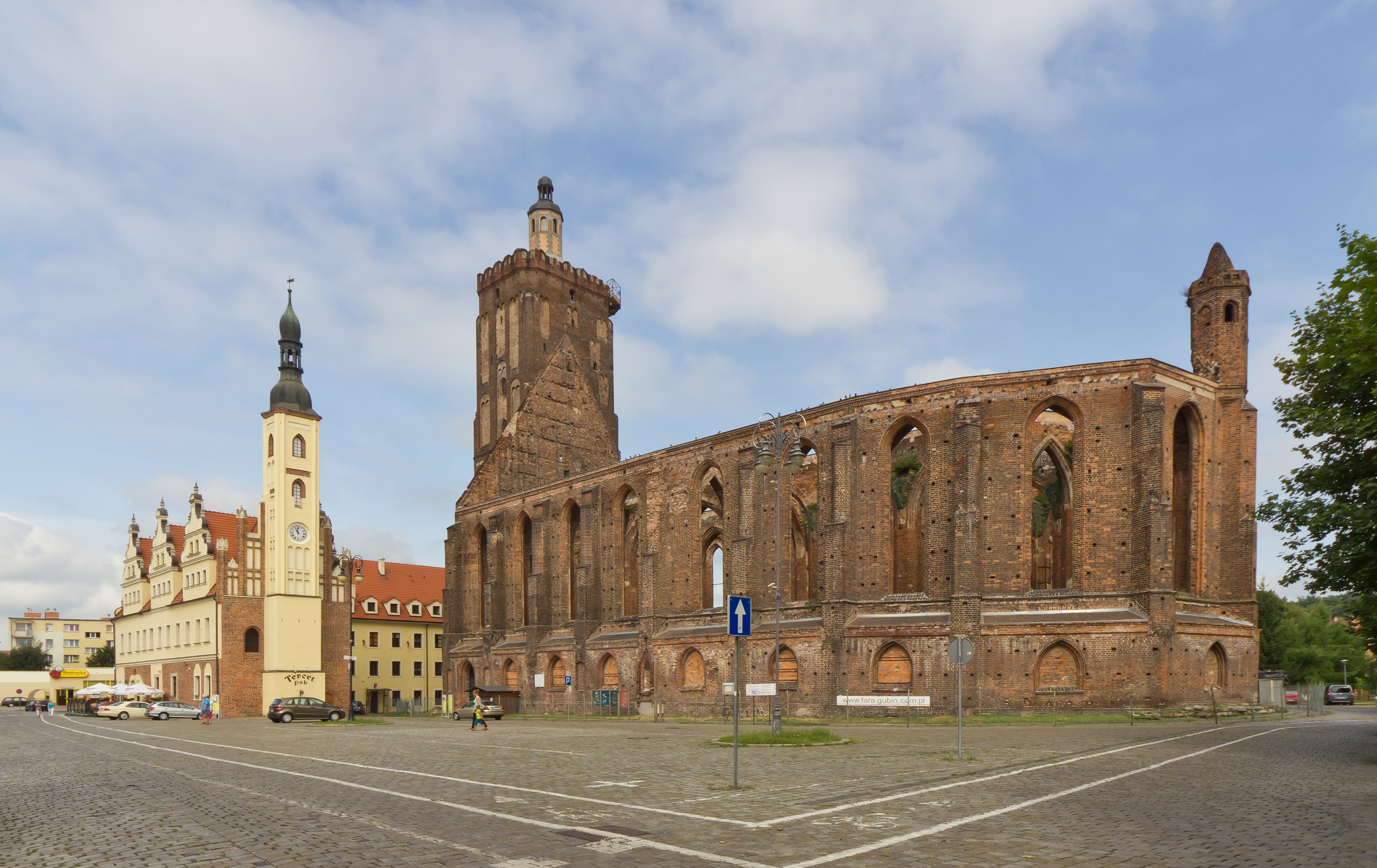
A Városháza és templomrom

Az 1945-ös potsdami konferencián kötött megállapodások értelmében Gubin, az akkori német város Guben néven, a második világháború végén kettészakadt, s 1999 óta Lubusi vajdasághoz tartozik, 1975-től 1998-ig a Zielona Górai Vajdaság része volt.

## Földrajza
Gubin a Nysa Łużycka folyón található, amely Lengyelország és Németország határát jelöli, a németországi Guben várossal átellenben, amelynek keleti része Gubin volt 1945-ig.

### Testvérvárosai
- Guben – Németország
- Laatzen – Németország
- Paks – Magyarország

## Képek

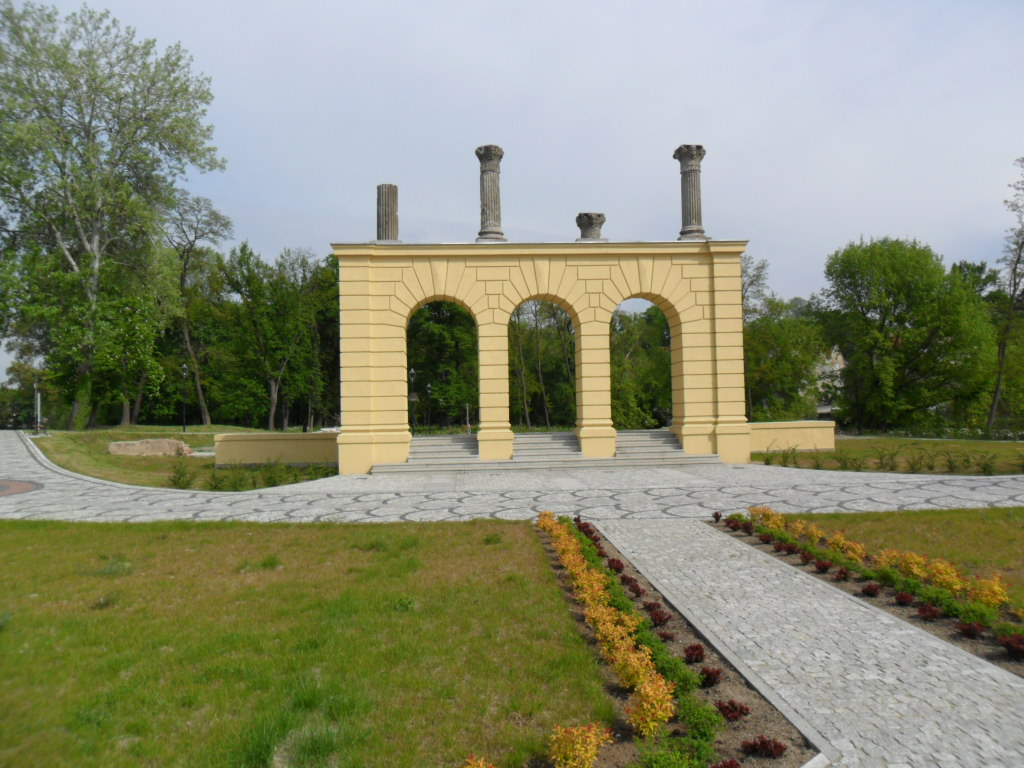
Színházsziget
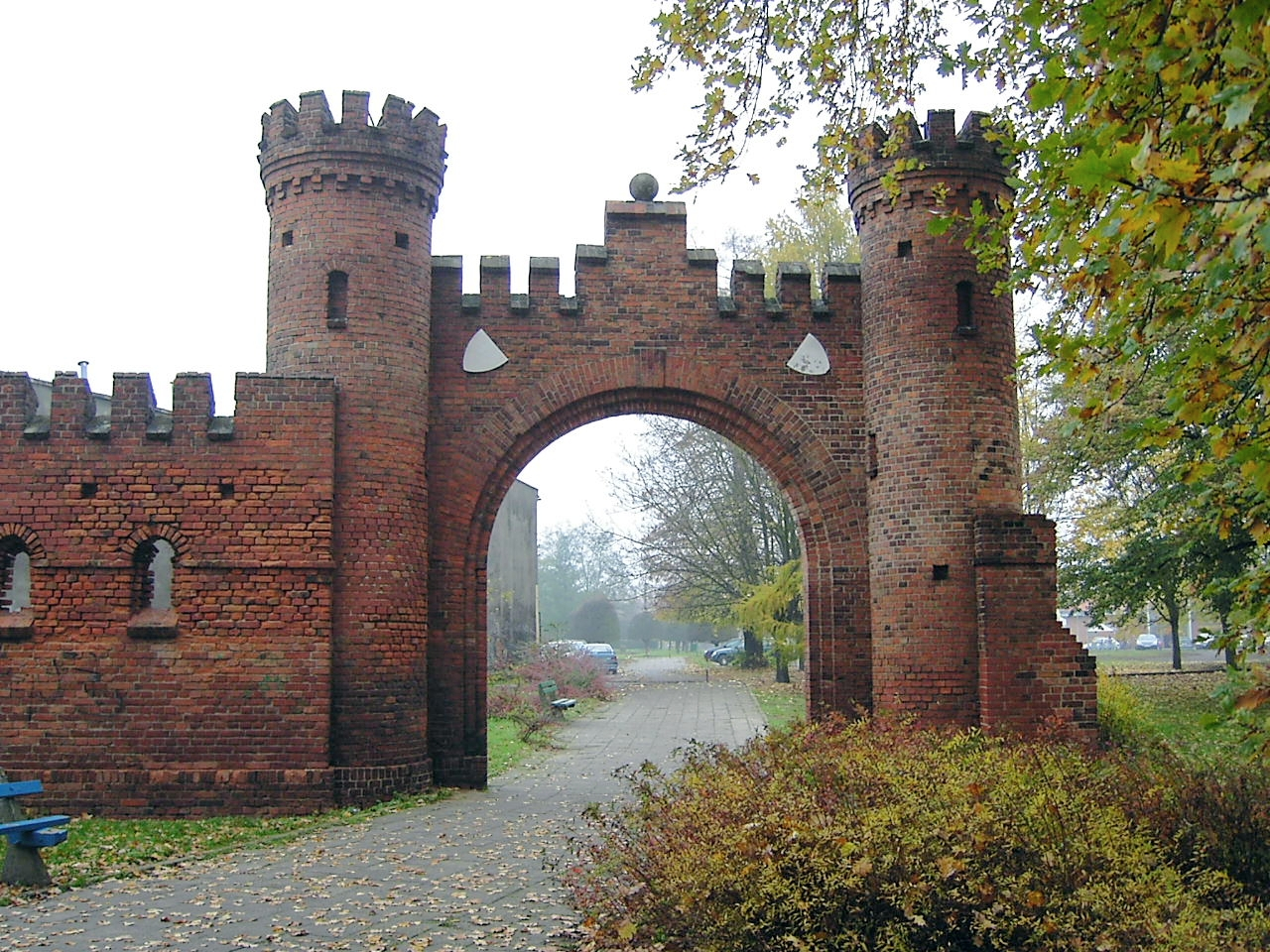
Régi városfalak

## Fordítás
Ez a szócikk részben vagy egészben  a   Gubin című olasz Wikipédia-szócikk ezen változatának fordításán alapul.  Az eredeti cikk szerkesztőit annak laptörténete sorolja fel. Ez a jelzés csupán a megfogalmazás eredetét és a szerzői jogokat jelzi, nem szolgál a cikkben szereplő információk forrásmegjelöléseként.

## Egyéb projektek
1. ↑  https://bdl.stat.gov.pl/api/v1/data/localities/by-unit/020811402011-0988394?var-id=1639616&format=jsonapi. (Hozzáférés: 2022. október 4.)